# Symidia withycombei
Symidia withycombei är en insektsart som beskrevs av Broomfield 1985. Symidia withycombei ingår i släktet Symidia och familjen Derbidae. Inga underarter finns listade i Catalogue of Life.